# Lunda-Sud
Lunda-Sud (en portuguès Lunda-Sul) és una província de l'est d'Angola. Té una superfície de 77.636 km² i una població aproximada de 516.077 habitants el 2014. La seva capital és Saurimo. És una regió rica en diamants.

## Divisió administrativa
A la província hi ha els municipis següents:
- Cacolo
- Dala
- Muconda
- Saurimo

## Geografia i clima
a província de Lunda Sud es troba a l'extrem oriental d'Angola, la seva capital és Saurimo situada a 946 km per carretera a l'est de Luanda. Limita al nord amb la província de Lunda-Nord, a l'est amb la República Democràtica del Congo, al sud amb la província de Moxico i al sud-oest de província de Bié, i a l'oest per província de Malanje. La província és travessada d'est a oest per la carretera de Luanda a Lubumbashi.
La província està dominada per terra de sabana seca; només a la vall riu Kasai hi ha romanents de selva tropical. El Kasai forma la frontera oriental i meridional de Lunda Sud i és el principal riu de la província. El riu Kwango també és un important riu de la província. El clima de la província és predominantment tropical.